# Basselinia deplanchei
Basselinia deplanchei är en enhjärtbladig växtart som först beskrevs av Adolphe-Théodore Brongniart och Jean Antoine Arthur Gris, och fick sitt nu gällande namn av Eugène Vieillard. Basselinia deplanchei ingår i släktet Basselinia och familjen Arecaceae. Inga underarter finns listade i Catalogue of Life.